# Krzysztof Pajewski (sportowiec)
Krzysztof Pajewski (ur. 3 listopada 1963, zm. 8 listopada 2020 w Koszalinie) – polski taekwondzista, pierwszy polski mistrz świata w taekwondo, później trener.

## Życiorys
Reprezentował Koszaliński Klub Sportowy „Bałtyk” Koszalin. Był wychowankiem trenera Henryka Ficka. W latach 1987–1992 był członkiem reprezentacji Polski mężczyzn Taekwon-Do i jej kapitanem. W 1988 jako pierwszy Polak w historii wywalczył tytuł indywidualnego mistrza świata Taekwon-Do w walce sportowej w kategorii wagowej do 71 kg, podczas VI Mistrzostw Świata Seniorów w Budapeszcie na Węgrzech pokonując Portorykańczyka Solano Sixto. W latach 1988, 1992 i 1992 trzykrotnie zostawał mistrzem Polski Taekwon-Do. W 1992 wywalczył tytuł indywidualnego mistrza Europy Taekwon-Do w walkach w kategorii wagowej do 71 kg podczas VI Mistrzostw Europy Taekwon-Do w Reading, w Anglii.
31 października 1993 został promowany na II Dan Taekwon-Do ITF.
Był założycielem i głównym szkoleniowcem Klub Sportów Walki Szczecinek. Od 1998 związany był z Polskim Związkiem Taekwondo Olimpijskiego.
Zmarł 8 listopada 2020 w szpitalu w Koszalinie, w wyniku zakażenia COVID-19. Pogrzeb odbył się w Kurowie w gminie Bobolice.